# Tetrameranthus
Tetrameranthus R.E.Fr. – rodzaj roślin z rodziny flaszowcowatych (Annonaceae Juss.). Według The Plant List w obrębie tego rodzaju znajduje się 5 gatunków o nazwach zweryfikowanych i zaakceptowanych, podczas gdy kolejne 2 taksony mają status gatunków niepewnych (niezweryfikowanych). Występuje w strefie tropikalnej Ameryki Południowej. Gatunkiem typowym jest T. duckei R.E.Fr.

## Morfologia
PokrójZimozielone drzewa lub krzewy.
LiścieNaprzemianległe, pojedyncze, całobrzegie, ułożone spiralnie.
KwiatyPromieniste, obupłciowe, pojedyncze lub zebrane w pęczki przypominające baldachy, rozwijają się w kątach pędów, osadzone na wyraźnych szypułkach. Dno kwiatowe jest wypukłe. Mają 3–4 wolne działki kielicha, nakładające się na siebie. Płatków jest 6–8, ułożonych w dwóch okółkach, są wolne, nakładające się na siebie, płatki wewnętrzne są często nieco mniejsze od zewnętrznych. Kwiaty mają liczne wolne pręciki. Zalążnia górna, zbudowana z wolnych owocolistków, ich liczba jest różna, każdy z dwoma bocznymi komorami.
OwocePękające mieszki, są siedzące lub osadzone na szypułkach.

## Systematyka
Pozycja według APweb (aktualizowany system APG III z 2009)
Rodzaj wraz z całą rodziną flaszowcowatych w ramach rzędu magnoliowców wchodzi w skład jednej ze starszych linii rozwojowych okrytonasiennych określanych jako klad magnoliowych.
Lista gatunków
- Tetrameranthus duckei R.E.Fr.
- Tetrameranthus globulifer Westra
- Tetrameranthus laomae D.R. Simpson
- Tetrameranthus pachycarpus Westra
- Tetrameranthus umbellatus Westra